# Schlitzblättriger Sonnenhut
Der Schlitzblättrige Sonnenhut (Rudbeckia laciniata), oder Schlitzblatt-Rudbeckie genannt, ist eine Pflanzenart aus der Gattung der Rudbeckien (Rudbeckia) innerhalb der Familie der Korbblütengewächse (Asteraceae). Sie ist in Nordamerika verbreitet und einige Sorten werden als Zierpflanze verwendet.

## Beschreibung

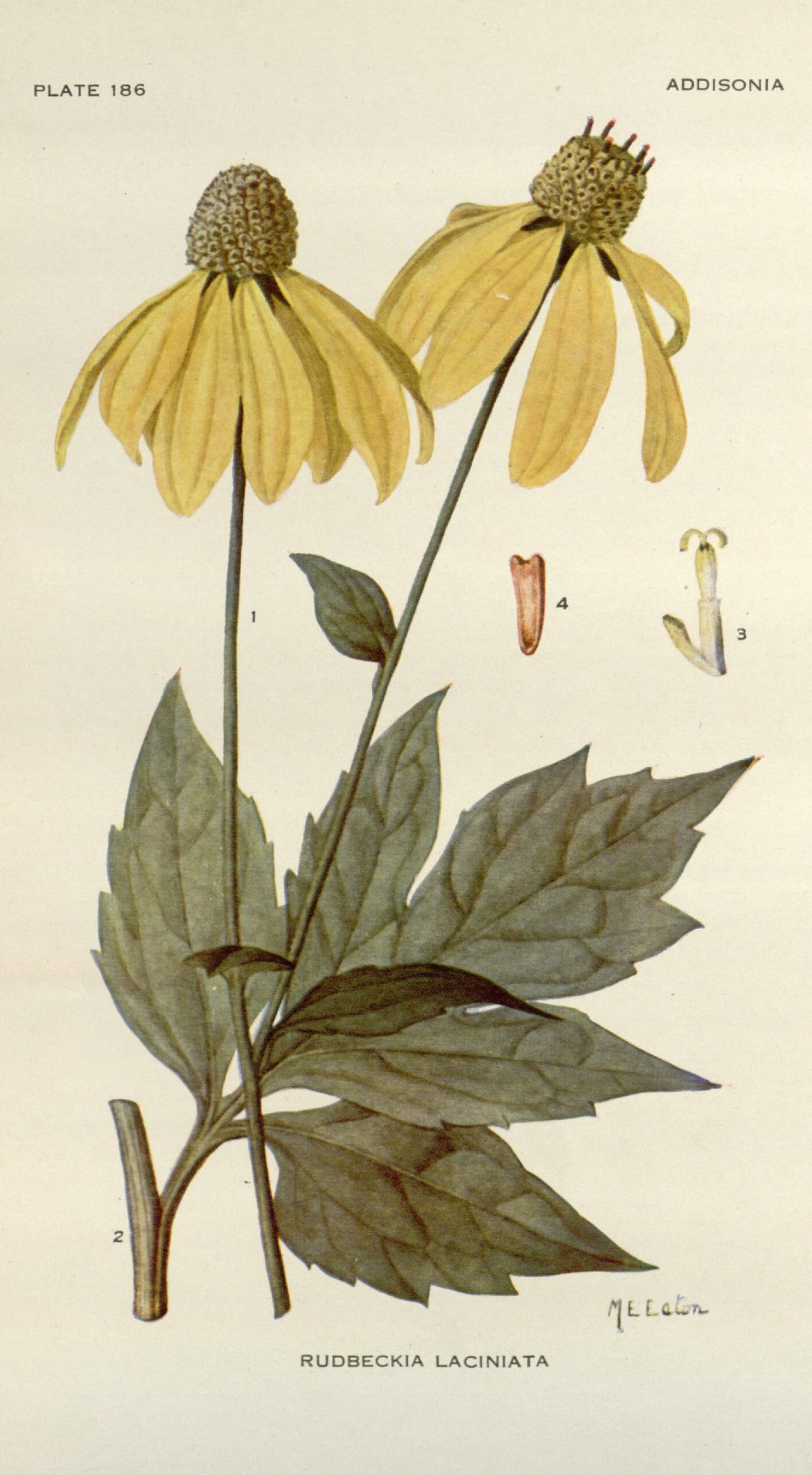
Illustration

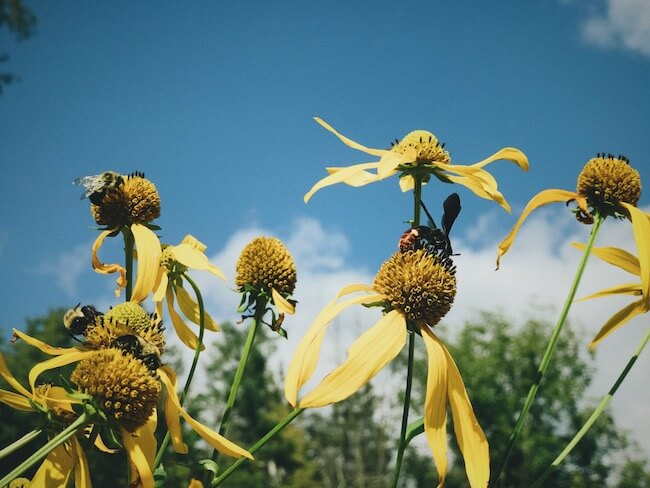
Blütenkörbe am Naturstandort mit Blütenbesuchern

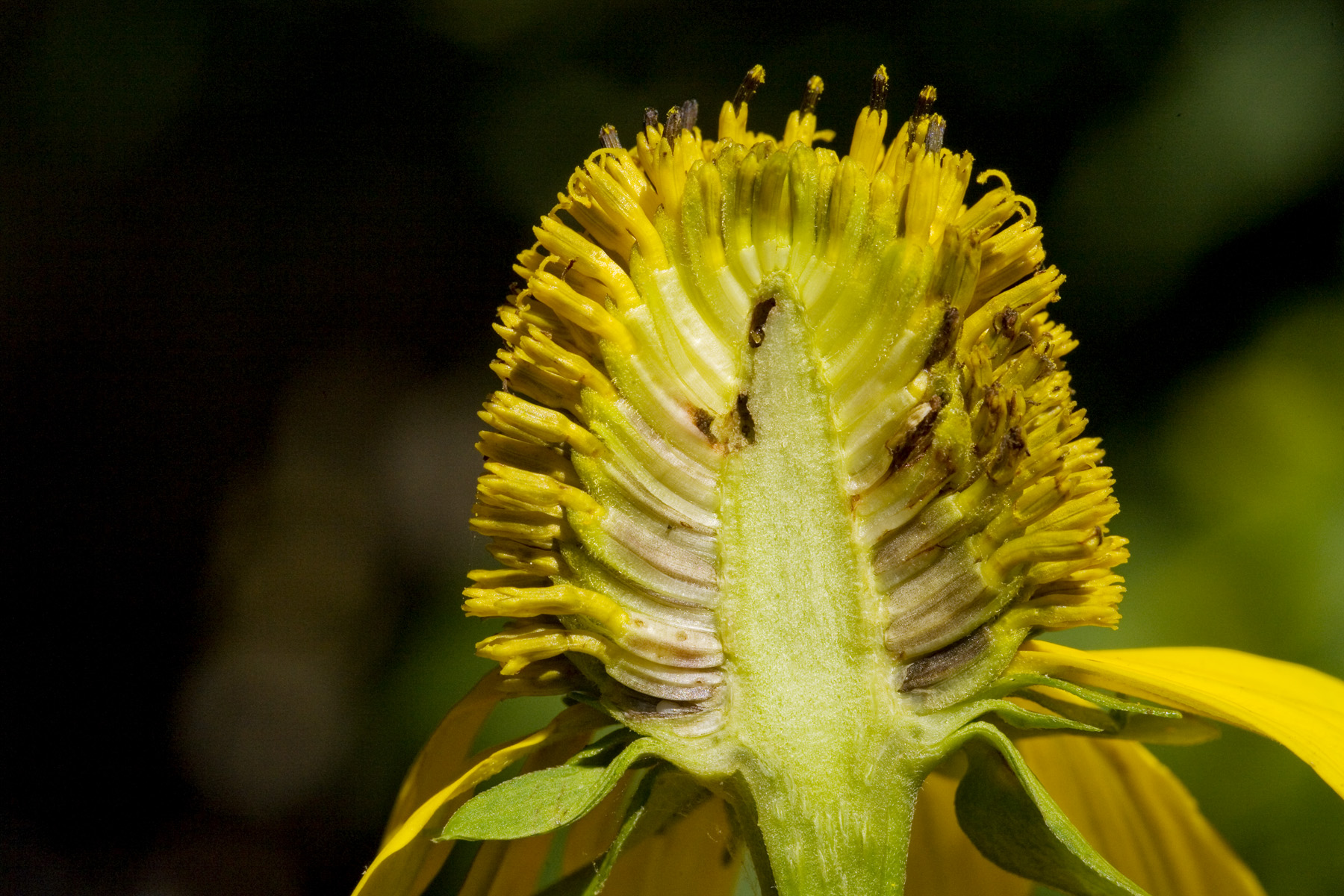
Blütenkorb geschnitten, gut zu erkennen ist der Blütenstandsboden

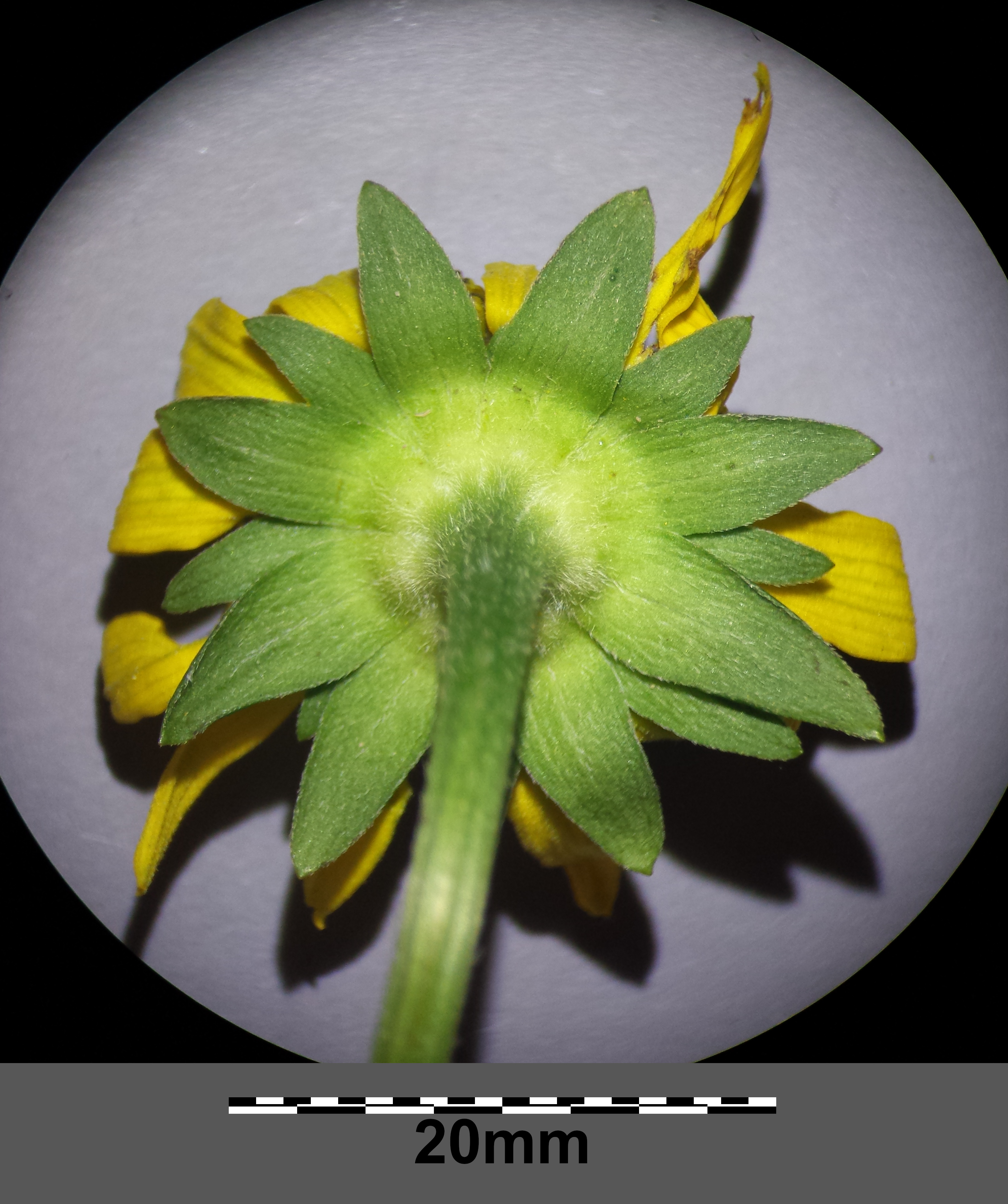
Korbhülle von unten

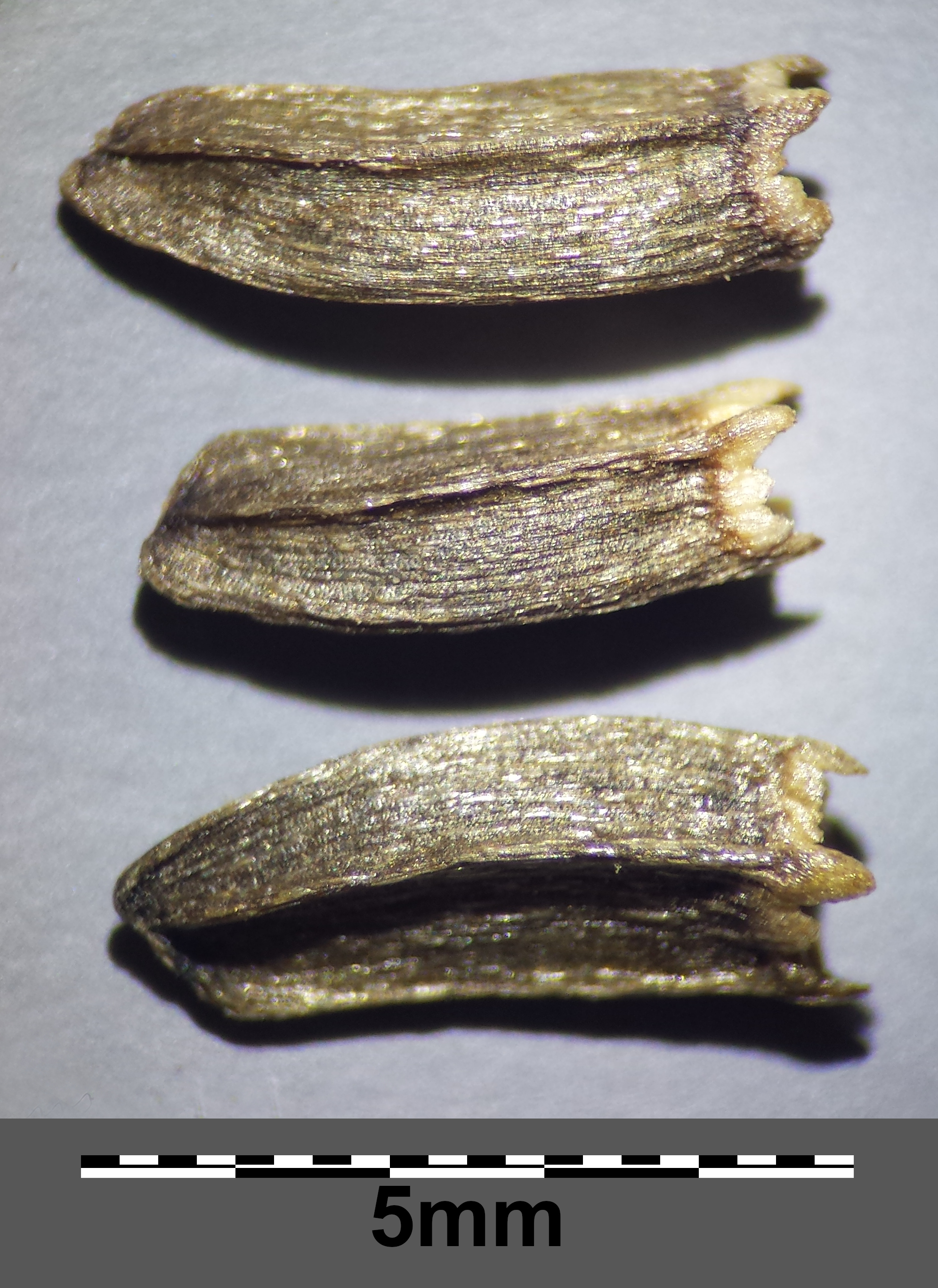
Achänen mit kronenförmigem Pappus

### Vegetative Merkmale
Der Schlitzblättrige Sonnenhut wächst als ausdauernde krautige Pflanze und erreicht Wuchshöhen von 50 bis 300 Zentimetern. Es werden lange Rhizome als Überdauerungsorgane gebildet mit faserigen Wurzeln. Der Stängel ist kahl.
Die wechselständigen Laubblätter sind meist in Blattstiel und Blattspreite gegliedert. Die glatte oder behaarte Blattspreite ist einfach oder ein- bis zweifach gefiedert. Die Fiederblätter sind drei- bis elffach gelappt. Der Blattrand ist glatt bis grob gesägt. Die unteren Laubblätter sind 15 bis 50 Zentimeter lang und 10 bis 25 Zentimeter breit. Die oberen Blätter weisen eine Länge von 8 bis 40 Zentimetern und eine Breite von 3 bis 20 Zentimetern auf.

### Generative Merkmale
Die Blütezeit reicht von Juli bis September. In schirmtraubigen Gesamtblütenständen stehen zwei bis 25 körbchenförmige Teilblütenstände zusammen. Auf langen Stielen stehen die Blütenkörbe, die einen Durchmesser von 7 bis 15 Zentimetern aufweisen. 8 bis 15 unregelmäßig angeordneten, laubblattartigen, glatten bis behaarten Hüllblätter besitzen eine Länge bis zu 2 Zentimetern und meist einen bewimperten Rand. Der Blütenstandsboden ist fast kugel- bis kegelförmig. Die Spreublätter weisen eine Länge von 3 bis 7 Millimetern auf.
In einem Blütenkörbchen stehen acht bis zwölf Zungenblüten (Strahlenblüten) und 150 bis über 300 Röhrenblüten (Scheibenblüten) zusammen. Die goldgelben Zungenblüten weisen eine Länge von 1,5 bis 5 Zentimetern und eine Breite von 4 bis 14 Millimetern auf und werden später zurückgeschlagen. Die gelben bis gelblich-grünen (olivgrünen) Röhrenblüten weisen eine Länge von 9 bis 30 Millimetern und einen Durchmesser von 10 bis 23 Millimetern auf, mit gelben 3,5 bis 5 Millimeter langen Kronlappen. Die Griffeläste weisen eine Länge von 1 bis 1,5 Millimetern auf.
Die 3 bis 4,5 Millimeter langen Achänen besitzen einen kronenförmigen oder aus vier bis zu 1,5 Millimeter langen Schuppen bestehenden Pappus.
Die Chromosomenzahl beträgt je nach Unterart beispielsweise 2n = 36, 38, 54, 72 oder 76.

## Vorkommen und Nutzung
Der Schlitzblättrige Sonnenhut ist ursprünglich in Kanada und den Vereinigten Staaten weitverbreitet und kommt besonders im östlichen Nordamerika vor.
Rudbeckia laciniata ist schon lange als Zierpflanze in Kultur und kam Anfang des 17. Jahrhunderts nach Paris in den Privatgarten von Vespasien Robin. Von Robin erhielt diese Zierpflanze 1622 auch Caspar Bauhin, der sie als 'Doronicum americanum laciniato folio' beschrieb. Der erste Garten in Deutschland, in dem sie nachgewiesen ist, ist Altdorf 1646. Die gefülltblühende Form, die vorwiegend kultiviert wird, ist etwa seit 1894 bekannt.
Die ersten Einbürgerungen an Flussufern in Mitteleuropa wurden im 18. Jahrhundert beobachtet. So berichtet Anton Johann Krocker 1787 davon im Queistal bei Flinsburg in der östlichen Oberlausitz.
Als Zierpflanze werden Sorten in Parks und Gärten der gemäßigten Gebiete, beispielsweise auch gefüllten Formen verwendet. In Europa verwilderte Rudbeckia laciniata in verschiedenen Ländern. Außer in Europa ist Rudbeckia laciniata ein Neophyt in China und Neuseeland.
In Deutschland kommt der Schlitzblättrige Sonnenhut seit etwa 1830 wildwachsend vor und gilt als eingebürgerter Neophyt. Er bewohnt die Staudengesellschaften an den Ufern fließender Gewässer sowie Auwälder. Er kommt besonders in den Pflanzengesellschaften der Ordnung Convolvuletalia vor.
In Sachsen-Anhalt ist die der Schlitzblättrige Sonnenhut als problematisch für Uferstaudenfluren eingestuft. Im östlichen Sachsen hat sich besonders in den Tälern der Großen Röder und einigen Nebenarmen eine besondere Form mit grünen Röhrenblüten herausgebildet, die als Echte Rödertalblume bezeichnet wird. Die Vorkommen sind rückläufig.
Die ökologischen Zeigerwerte nach Landolt et al. 2010 sind in der Schweiz: Feuchtezahl F = 3+w+ (feucht aber stark wechselnd), Lichtzahl L = 3 (halbschattig), Reaktionszahl R = 4 (neutral bis basisch), Temperaturzahl T = 4+ (warm-kollin), Nährstoffzahl N = 4 (nährstoffreich), Kontinentalitätszahl K = 3 (subozeanisch bis subkontinental).

## Systematik
Die Erstveröffentlichung von Rudbeckia laciniata erfolgte 1753 durch Carl von Linné in Species Plantarum, Tomus II, S. 906.
Rudbeckia laciniata gehört zur Sektion Macrocline Torrey & A.Gray in der Gattung Rudbeckia L.
Es gibt etwa fünf Varietäten innerhalb der Art Rudbeckia laciniata L.:
- Rudbeckia laciniata var. ampla (A.Nelson) Cronquist: Sie ist in den westlichen Great Plains beheimatet.[2]
- Rudbeckia laciniata var. bipinnata Perdue: Sie gedeiht in Höhenlagen von 10 bis 300 Metern in den US-Bundesstaaten Connecticut, Massachusetts, New Hampshire, New Jersey, New York, Pennsylvania, Delaware und Maryland vor.[6][2]
- Rudbeckia laciniata var. humilis A.Gray (Syn.: Rudbeckia digitata Mill., Rudbeckia laciniata var. digitata (Mill.) Fiori): Sie gedeiht in Höhenlagen von 70 bis 1500 Metern.[2]
- Rudbeckia laciniata var. heterophylla (Torrey & A.Gray) Fernald & B.G.Schubert: Dieser Endemit ist in Florida nur vom Levy County bekannt und gedeiht in Höhenlagen von 0 bis 20 Metern.[2]
- Rudbeckia laciniata L. var. laciniata